# Charles Ehresmann
Charles Ehresmann (19. dubna 1905 Štrasburk, Francie – 22. září 1979 Amiens, Francie) byl francouzský matematik. Zabýval se především diferenciální topologií a teorií kategorií. Je známý i díky práci v topologii Lieových grup. V oblasti diferenciální topologie je po něm pojmenována tzv. Ehresmannova věta.